# Nina Hartley
Pour les articles homonymes, voir Hartley.
Nina Hartley, née Marie Louise Hartman le 11 mars 1959 à Berkeley, Californie est une actrice et une réalisatrice américaine de films pornographiques, également éducatrice sexuelle, militante féministe et écrivaine.

## Biographie
Son père est de confession luthérienne, sa mère est juive et originaire de l'Alabama. Elle-même grandit dans les environs de San Francisco, en Californie. Ses parents se convertissent au bouddhisme alors qu'elle est jeune.
Après avoir obtenu un diplôme sanctionnant la fin de ses études secondaires en 1977, Marie Louise s'inscrit à l'université d'État de San Francisco (San Francisco State University) où elle obtient un diplôme d'infirmière avec la mention Bien.
Hartley affirme être bisexuelle et se dit athée. Elle fait ménage à trois avec son mari Dave (qu'elle a rencontré à l'âge de 19 ans) et Bobby Lily. Elle met fin à cette relation au bout de 20 ans et s'est depuis remariée avec Ira Levine (alias Ernest Greene), réalisateur de films BDSM. Le couple travaille ensemble dans certains films comme The Ultimate Guide to Anal Sex for Women réalisé par Tristan Taormino et ainsi que O: the Power of Submission réalisé par Ernest Greene. Hartley interprète un rôle secondaire dans ces deux films. Le couple se considère comme libre échangiste. Hartley se considère politiquement comme une libérale et, à parler franc, une féministe convaincue.
Lexington Steele, la vedette du film X, dira dans une interview en 2001 que c'est avec Nina Hartley qu'il a eu une des meilleures relations sexuelles de sa vie.

## Carrière
Lors d'un entretien journalistique, elle déclare avoir choisi le prénom de Nina car il est plus facile à prononcer pour un touriste japonais lorsqu'elle était une Go-Go girl à San Francisco. Elle a choisi Hartley pour sa ressemblance avec son nom patronymique et qu'elle « voulait un nom qui ressemblait à celui d'une personne bien réelle,. » Elle dit qu'en entrant dans cette activité, elle est servie par deux choses : « de grands yeux bleus de bébé et ce postérieur rond avec une taille haute et étroite » ; son fessier devenant sa marque de fabrique. Bubble butt est le surnom que le milieu lui a donné en référence à son postérieur, qualifié de « plus beau cul du milieu. »
S'adressant aux femmes, elle leur dit « Le sexe n'est pas quelque chose que les hommes vous font. Ce n'est pas quelque chose que les hommes obtiennent de vous. Le sexe est quelque chose dans lequel vous plongez avec enthousiasme et dont vous appréciez chaque instant, tout autant qu'eux. » . Hartley a été une avocate du droit pour l'industrie du film pornographique d'exister et, avant que Jenna Jameson devienne une vedette, a souvent été invitée lorsque les nouveaux programmes de télévision et entretiens radiodiffusés requéraient une actrice d'importance pour soutenir les propos de l'émission. Elle paraît notablement dans l’Oprah Winfrey Show aux côtés de Ona Zee, une autre actrice du X. Toutes deux y ont été mises sur le gril par le public en majorité féminin mais défendirent avec véhémence l'industrie de la pornographie. Ona Zee et elle ont également longuement parlé contre l'usage de drogues illicites dans ce milieu.
Hartley évolue vers le cinéma classique dans Boogie Nights (1997) où elle interprète le rôle de la femme malheureuse de William H. Macy. On peut encore la voir dans Bubbles Galore, un film canadien de 1996.
Hartley demeure active en 2011, interprétant des rôles de femme mature dans les films pornographiques ainsi que dans des vidéos à portée éducative diffusées sous le titre de Nina Hartley's Guide et couvrant la totalité de la sexualité depuis le simple rapport sexuel et ses préliminaires jusqu'à la sodomie et le BDSM. Elle publie son premier livre, Nina Hartley's Guide to Total Sex, en 2006. En 2010, elle blague en disant« Je travaille maintenant avec des femmes plus jeunes que mes implants mammaires,. ».
En 2008, Nina Hartley interprète le rôle de Hillary Clinton du film Who's Nailin' Paylin?, une parodie pornographique de la candidate Sarah Palin à la vice-présidence des États-Unis avec Lisa Ann dans le personnage de Palin,.

## Filmographie partielle
- 1984 : Hustler 17
- 1985 : Gang Bang
- 1986 : Naughty Girls Like It Big
- 1987 : Girl Games
- 1988 : Afro Erotica 29
- 1988 : Debbie for hire
- 1989 : Girls Who Dig Girls 10

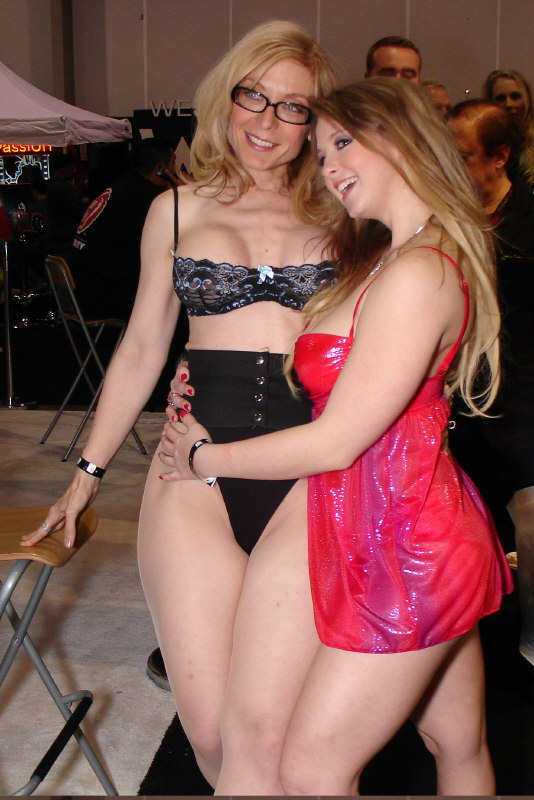
Nina Hartley et Sunny Lane en 2007.

- 1990 : Anal Annie's All-Girl Escort Service
- 1991 : Girls Will Be Boys 3
- 1992 : The Erotic Adventures of the Three Musketeers
- 1993 : Best of Anal Annie
- 1994 : Adult Affairs
- 1994 : No Man's Land 10
- 1995 : Girls on Girls
- 1996 : Adam and Eve's House Party
- 1997 : Boogie Nights, la femme de Little Bill
- 1997 : Anal Perversions of Lolita
- 1998 : Asswoman in Wonderland
- 1999 : White Rabbit
- 2000 : Las Vegas Revue 2000
- 2001 : Hi Infidelity
- 2002 : No Mans Land: Legends
- 2003 : Older Women & Younger Women 4
- 2004 : Baby Doll Lesbian Orgies
- 2005 : Lesbian Seductions: Older/Younger 3
- 2006 : Women Seeking Women 29
- 2007 : MILF Worship 3
- 2008 : Lesbian Adventures: Strap-On Specialist 1 avec Annabelle Lee
- 2008 : Who's Nailin' Paylin? : Hillary Clinton
- 2009 : Girls Kissing Girls 3 avec Mina Meow
- 2009 : Lesbian Adventures: Victorian Love Letters avec Nica Noelle
- 2010 : Nina Loves Girls 2
- 2011 : Lesbian Truth or Dare 5
- 2012 : Lesbian Adventures: Older Women, Younger Girls 2 avec Jessie Andrews
- 2013 : Lily Cade's Lesbian Lock-Up
- 2014 : Classic Cunt Lovin' Lezzies
- 2015 : Mother Lovers Society 13
- 2016 : Lesbian Adventures: Strap-On Specialists 10
- 2017 : Confessions of a Sinful Nun
- 2018 : Mommy's A Lesbian (compilation)

## Récompenses et nominations
Récompenses
AVN Awards
- 2009 : Best Non-Sex Performance pour Not Bewitched XXX (2009)[20]
- 2005 : Best Specialty Tape - BDSM pour Nina Hartley's Private Sessions 13
- 2005 : Best Specialty Tape - Fessée pour Nina Hartley's Guide To Spanking
- 1991 : Best Supporting Actress - pour The Last X-Rated Movie[21]
- 1989[22] :
  - Best Couples Sex Scene - Video pour Sensual Escape
  - Best Supporting Actress - Film pour Portrait of an Affair
  - Best Couples Sex Scene - Film pour Amanda By Night II
- 1987 : Best Actress - Video pour Debbie Duz Dishes[23]

XRCO awards
- 1985 : John Leslie & Nina Hartley (Ball Busters)

Autres prix
- 2010 : Urban X Awards Hall of Fame Female

Nominations
- 2002 : Grabby Awards Best Non-Sex Performance pour Goosed for 3!: A Bisexual Love Affair (2001)
- 2008 : AVN awards, Best Anal Sex Scene - Video pour Guide to Porn Stars Sex Secrets (2006) avec Marco Banderas
- 2009 : AVN awards, Best Non-Sex Performance pour Not Bewitched XXX (2008)

## Ouvrages littéraires
- (en) Nicolas Barbano, Verdens 25 hotteste pornostjerner, Rosinante, Danemark, 1999 (ISBN 8773579610) (lui consacre un chapitre) ;
- (en) Timothy Greenfield-Sanders, Nina Hartley, XXX: 30 Porn-Star Portraits, Bulfinch, USA, 2004 (ISBN 0821277545) (composition de fond et introduction par Nina Hartley) ;
- (en) Nina Hartley, Nina Hartley's Guide to Total Sex, Avery, USA, 2006 (ISBN 1583332634);
- (en) Louis Marvin, The New Goddesses, AF Press, USA, 1987) (ISBN 0912442999) (lui consacre un chapitre) ;
- (en) David McCumber, X-Rated, Pinnacle Books, 1996 (ISBN 0786011130). p139–149.